# Léon Pichard du Paty
Léon Pichard du Paty ou Léon du Paty, né le 5 novembre 1849 à Paris et mort vers 1920, est un peintre français.

## Biographie
Léon-Alexis-Maurice Pichard du Paty est le fils de Charles Alexis Pichard du Paty (1798-1866) et de Blanche Valérie Klotz (1823-1892).
Élève d'Isidore Pils, il expose au Salon de 1870 à 1896.
En 1873, il épouse Marie Klotzow ; John-Lewis Brown et Charles Wilfrid de Bériot sont témoins du mariage. Le couple divorce en 1887.
En 1898, il épouse en secondes noces Marie Antonine Garzuel ; Théophile Poilpot, Frantz Jourdain, Georges Bellenger et Lucien Géraldy sont témoins du mariage.

## Œuvres exposées aux Salons
- Défense de l'île de Ré, au Salon de 1870
- Reconnaissance en avant des forts, pendant le siège de Paris, au Salon de 1873
- Halte d’avant-garde, au Salon de 1874
- Tirailleurs, en avant !, au Salon de 1874
- L'expédition de l'île de Ré - Le 30 octobre 1627, au Salon de 1875
- À bout portant. Environs de Paris, 1870, au Salon de 1875
- À Saint-Cloud, au Salon de 1876
- Parlementaire, au Salon de 1877
- En tirailleurs !, au Salon de 1877
- L'escalade ; campagne contre les réformés, en 1622, au Salon de 1878
- Portrait de M. F. J., au Salon de 1879
- Embarquement (1627), au Salon de 1879
- L'heure du café ; grandes manœuvres, au Salon de 1880
- En wagon K, au Salon de 1880
- La place Alexandre (Saint-Pétersbourg), au Salon de 1884
- Le monument de l'empereur Nicolas ; Saint-Pétersbourg, au Salon de 1884
- Bataille de Friedland ; 14 juin 1807, au Salon de 1887
- Graves nouvelles ; armée de l’Est, 1871, au Salon de 1893
- Soldat, au Salon de 1896 (Toulouse)